# لاست کورنر (ویرجینیا)
لاست کورنر (به انگلیسی: Lost Corner) یک منطقهٔ مسکونی در ایالات متحده آمریکا است که در شهرستان کلارک، ویرجینیا واقع شده‌است.